# 剑门蜀道
剑门蜀道位于今四川省境内，为战国时期开创的南起成都、北经广元到达陕西省境内的道路体系。是古蜀道的一部分。
现今主要分布在四川省广元市境内的遗址，以剑门蜀道遗址之名于2006年5月25日列為第六批全國重點文物保護單位，文物遗址年代为战国至清，并且与相邻古道路体系和古迹一同以蜀道为名列入中国世界遗产预备名单。
根据第三次全国不可移动文物普查资料，列为全国重点文物保护单位的剑门蜀道遗址文物点包括：
- 剑门蜀道遗址元坝段（包括昭化古城）
- 剑门蜀道遗址剑阁段
- 明月峡古栈道遗址
- 剑阁香沉寺

以及列入第一批全国重点文物保护单位的广元千佛崖摩崖造像附近的古驿道遗址、列入第五批全国重点文物保护单位的觉苑寺等。